# 白筆山
白筆山（英語：Red Hill，又稱紅山）是香港島大潭東南部一個山丘，位於南區赤柱大潭港以南、龜背灣以北，海拔113米。白筆山具有半島地型特徵，又被稱為白筆山半島，現時該處一帶為私人屋苑紅山半島、紅山花園、龜背灣、皇府灣及玫瑰園的所在地。
白筆山東南岸邊有一座無字碑，與大潭石碑山上的另一座無字碑相望，南北座向，是早期船隻調校羅盤的海事設施。最早見於1845年的香港地圖，在1910年的公務局工程報告亦有提及。
大潭灣的兩支石柱各高約30米，兩支石柱相隔1海浬，以混凝土建成。是由年前英軍建造，用作船隻調校羅盤之用，是屬於「海事建築」。